# Ataxia acutipennis
Ataxia acutipennis är en skalbaggsart som först beskrevs av Thomson 1868.  Ataxia acutipennis ingår i släktet Ataxia och familjen långhorningar. Inga underarter finns listade.